# Domarringar von Vårvik
 Die Domarringar von Vårvik (RAÄ-Nr. Trollhättan 55:1) liegen im Stadtteil Björndalen westlich von Trollhättan auf der anderen Seite des Flusses Göta älv in Västergötland in Schweden.
Die Domarringar von Vårvik sind mindestens vier erhaltene Steinkreise auf dem Gräberfeld von Vårvik. Drei Steinkreise haben jeweils elf Steine und Durchmesser von etwa 12,0 Metern. Der vierte Steinkreis hat neun Steine und etwa 9,0 m Durchmesser. Ein fünfter Steinkreis befand sich wahrscheinlich in der Mitte des Gräberfeldes, wo später ein Fußweg angelegt wurde. Einige Steine des fünften Steinkreises sind noch sichtbar. Nach den Informationen vor Ort gab es insgesamt sieben Steinkreise.